# Яматосці

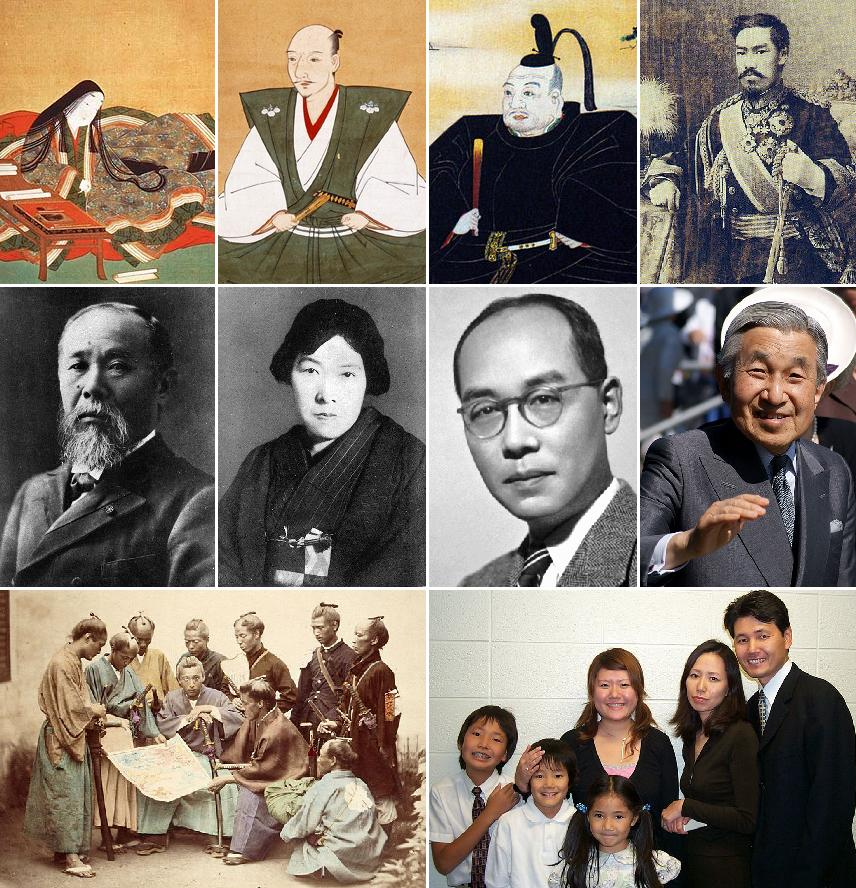

Яматосці (яп. 大和民族 — ямато міндзоку, «народ Ямато») — найчисельніша етнографічна група Японії. Її називають також «японцями» або «титульним етносом Японії». Ім'я групи походить від стародавньої японської держави Ямато, яка виникла у IV столітті.
Термін «яматосці» виник у XIX столітті, у середовищі японських науковців, для диференціації етнографічних груп Японського архіпелагу. Особливого поширення він набув з XX століття. Термін використовувся для розрізнення «етнічно чистих» японців від японців «політичних», які волею-неволею стали частиною японської нації — айнів, рюкюсців, нівхів, корейців та інших.
На сьогодні існує заполітизована дискусія з приводу включення рюкюсців до яматосців. Дослідники поділилися на два табори. Одні вважають жителів островів Рюкю «протояпонцями», своєрідним етносом, відмінним від яматосців. Інші наполягають, що рюкюсці є невіддільною частиною яматоського етносу.
На сьогодні термін «яматосці» вживається лише у спеціалізованій літературі з історії та етнології. Замість нього широко використовується слово «японці».